# Hainania
Hainania is een geslacht van straalvinnige vissen uit de familie van karpers (Cyprinidae).

## Soort
- Hainania serrata Koller, 1927